# Morteau
Morteau is een gemeente in het Franse departement Doubs in de regio Bourgogne-Franche-Comté. De gemeente telde 6.905 inwoners op 1 januari 2022. De plaats maakt deel uit van het  arrondissement Pontarlier. Morteau is een belangrijk centrum van de horloge-industrie. Een bekende culinaire specialiteit is de Saucisse de Morteau.

## Geschiedenis
Vanaf de 12e eeuw was er een benedictijner priorij in Morteau. Morteau ontwikkelde zich rond deze priorij. Prior Antoine de Vergy verleende in 1513 het recht om een wekelijkse markt en drie jaarmarkten te houden. Morteau had erg te lijden onder de Dertigjarige Oorlog: in 1639 namen Zweden de plaats in. In 1678 met de Vrede van Nijmegen kwam het gebied bij Frankrijk.
Vanaf de 18e eeuw ontstond de horlogemakerij.

## Bezienswaardigheden
- Château Pertusier (1576)
- Kerk met een koor uit de 15e eeuw
- Gemeentehuis (1590)

## Geografie
De oppervlakte van Morteau bedroeg op 1 januari 2022 14,11 vierkante kilometer; de bevolkingsdichtheid was toen 489,4 inwoners per km². De bovenloop van de Doubs stroomt door de gemeente, die in de Val de Morteau ligt.
De onderstaande kaart toont de ligging van Morteau met de belangrijkste infrastructuur en aangrenzende gemeenten.

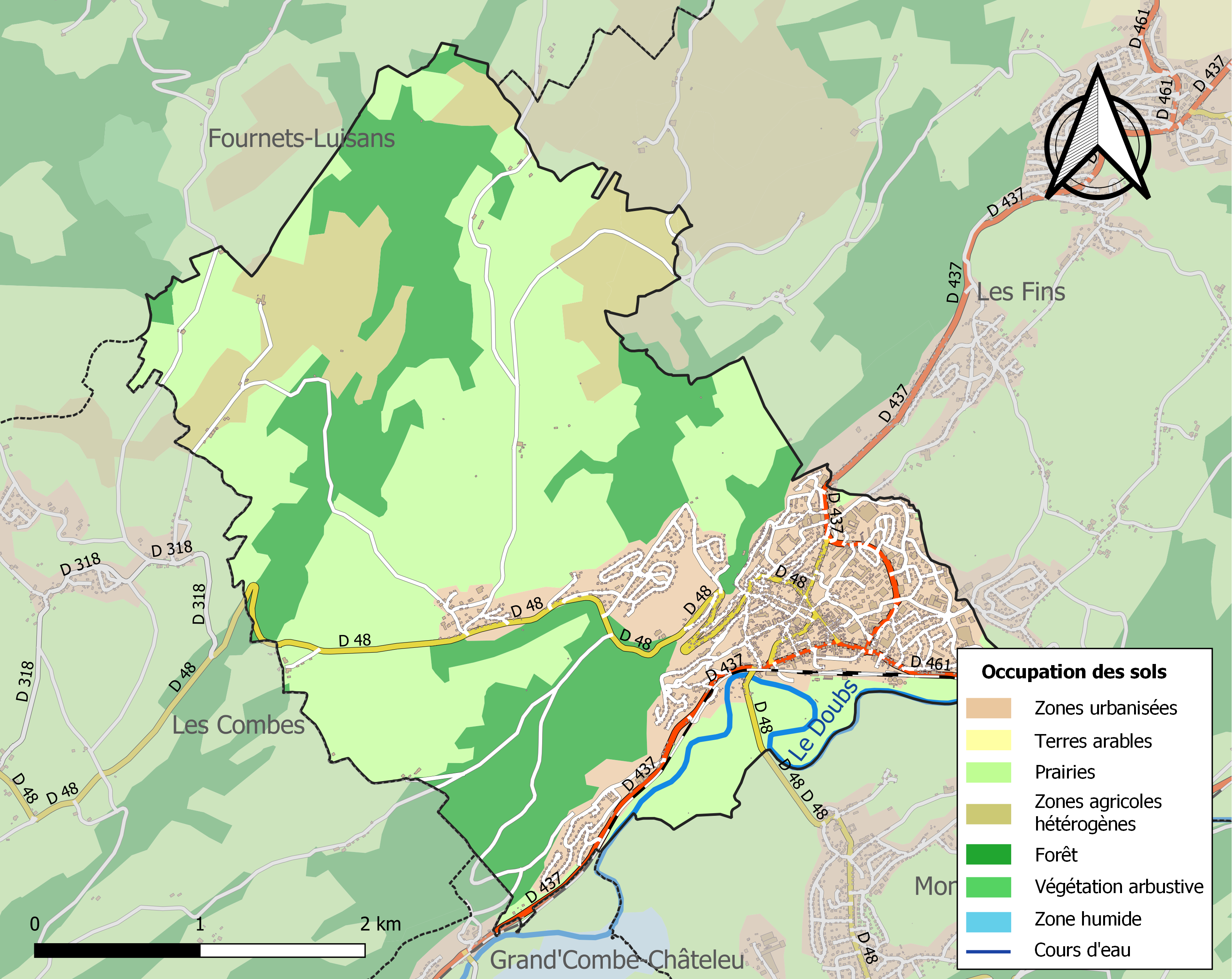

## Verkeer en vervoer
In de gemeente ligt spoorwegstation Morteau aan de internationale lijn van La Chaux-de Fonds (Zwitserland) naar Besançon (Frankrijk).

## Demografie
Onderstaande figuur toont het verloop van het inwonertal (bron: INSEE-tellingen).

## Geboren
- Gisèle Ansorge (1923-1993), Zwitserse schrijfster en regisseuse
- Chloé Valentini (1995), handbalster